# شهرستان دالاس (تگزاس)
شهرستان دالاس (به انگلیسی: Dallas County) یک شهرستان در آمریکا است که در ایالت تگزاس قرار دارد .دالاس‌فورت وورث مرکز آن است. جمعیت این شهرستان با توجه به سرشماری سال ۲۰۱۰ ۲،۳۶۸،۱۳۹ است. و نهمین شهرستان پرجمعیت در ایالات متحده آمریکا به شمار می‌رود.

## شهرها و شهرک‌ها
| - آدیسون، تگزاس - بالچ اسپرینگز، تگزاس - سیدر هیل، تگزاس† - کرولتون، تگزاس† - کاکرل هیل، تگزاس - کامباین، تگزاس† - کاپل، تگزاس† - دالاس† | - دسوتو، تگزاس - دانکنویل، تگزاس - فارمرز برنچ، تگزاس - فریس† - گارلند، تگزاس† - گلن هایتس، تگزاس† - گرند پریری، تگزاس† - گریپواین، تگزاس† | - هایلند پارک، تگزاس - هوتچینز، تگزاس - ایروینگ، تگزاس - لنکستر، تگزاس - لوئیس‌ویل، تگزاس† - مسکیت، تگزاس† - اویلا† - ریچاردسون، تگزاس† | - رولت، تگزاس† - سیچ، تگزاس† - سند برنچ - سیگویل، تگزاس† - سانیویل، تگزاس - یونیورسال پارک، تگزاس - ویلمر - وایلی، تگزاس† |